# アグデル県

アグデル県
Agder fylke

測地系: 北緯58度8分48.1秒 東経7度59分44.2秒 / 北緯58.146694度 東経7.995611度座標: 北緯58度8分48.1秒 東経7度59分44.2秒 / 北緯58.146694度 東経7.995611度

アグデル県（アグデルけん、ノルウェー語: Agder）は、ノルウェーの県（fylke）。ノルウェー南部に位置し、本土最南端地点が県内に所在する（ピズン）。西をローガラン県、東をテレマルク県、南をスカゲラク海峡と接している。
面積は16,434平方キロメートル。人口は約32万人（2023年）。住民の呼称は単数形がegdまたはegde、複数形はegder。
2020年1月1日、アウスト・アグデル県（東アグデル県）とヴェスト・アグデル県（西アグデル県）が合併し誕生した。地方区分ではソールラン（南部）地方とほぼ一致する。

## 歴史
東西アグデル県が誕生したのは1919年1月1日に県（fylke）制度が施行された時で、1671年から1919年まで行政区画であった県（Amt）制度では、東はネデネス県、西はリスター・オグ・マーンダル県と呼ばれていた。
アグデル・ユニバーシティ・カレッジは、1994年の合併によって設立された。2007年9月1日、当学は大学としての認可を受け、アグデル大学（ノルウェー語：Universitetet i Agder）となった。
2016年1月1日に東西合同の県知事としてStein Arve Ytterdahlが就任。2020年1月1日、東西アグデル県が合併しアグデル県が誕生した。初代県知事はStein Arve Ytterdahlが続投した。

## 自治体
アグデル県は25の基礎自治体（kommune）から成る。基本的に合併前の基礎自治体を引き継いでいるが、旧ヴェスト・アグデル県の一部の自治体は県の合併と合わせて統廃合が行なわれ、5つの自治体が消滅した。
ノルウェー語には2つの筆記法が存在し、自治体によってブークモールまたはニーノシュクのどちらかを公用語として採用していることがある。また一覧表における「ニュートラル（Nøytral）」は、どちらかに限定していないことを示す。25市のうち、7市がブークモール、6市がニーノシュクを公用語と定めている。
合併前に使用していた旧自治体コードのうち、09から始まる（09xx）コードはアウスト・アグデル県に、10から始まる（10xx）コードはヴェスト・アグデル県に割り当てられていた。
| 自治体コード | 紋章                    | 日本語名称           | ノルウェー語名  | 面積 (km2) | 人口 (2023) | 採用言語     | 旧自治体コード (2019年まで) |
| ------------ | ----------------------- | -------------------- | --------------- | ---------- | ----------- | ------------ | --------------------------- |
| 4201         | Risør kommune           | リーセル             | Risør           | 192.97     | 6,806       | ニュートラル | 0901                        |
| 4202         | Grimstad kommune        | グリムスタ           | Grimstad        | 303.58     | 24,587      | ブークモール | 0904                        |
| 4203         | Arendal kommune         | アーレンダール       | Arendal         | 270.20     | 45,891      | ブークモール | 0906                        |
| 4204         | Kristiansand kommune    | クリスチャンサン     | Kristiansand    | 644.62     | 115,569     | ニュートラル | 1001 1017 1018              |
| 4205         | Lindesnes kommune       | リンデスネス         | Lindesnes       | 933.56     | 23,479      | ブークモール | 1002 1021 1029              |
| 4206         | Farsund kommune         | ファールサン         | Farsund         | 262.56     | 9,860       | ブークモール | 1003                        |
| 4207         | Flekkefjord kommune     | フレッケフィヨール   | Flekkefjord     | 544.09     | 9,216       | ブークモール | 1004                        |
| 4211         | Gjerstad kommune        | Gjerstad             | Gjerstad        | 322.13     | 2,421       | ニュートラル | 0911                        |
| 4212         | Vegårshei kommune       | Vegårshei            | Vegårshei       | 355.65     | 2,143       | ニュートラル | 0912                        |
| 4213         | Tvedestrand kommune     | トヴェデストラン     | Tvedestrand     | 215.04     | 6,184       | ブークモール | 0914                        |
| 4214         | Froland kommune         | フロンラン           | Froland         | 644.54     | 6,174       | ニュートラル | 0919                        |
| 4215         | Lillesand kommune       | リレサン             | Lillesand       | 190.31     | 11,419      | ブークモール | 0926                        |
| 4216         | Birkenes kommune        | ビルケネス           | Birkenes        | 637.36     | 5,390       | ニュートラル | 0928                        |
| 4217         | Åmli kommune            | オームリー           | Åmli            | 1,130.60   | 1,786       | ニーノシュク | 0929                        |
| 4218         | Iveland kommune         | イヴェラン           | Iveland         | 261.63     | 1,344       | ニュートラル | 0935                        |
| 4219         | Evje og Hornnes kommune | エビェ・オ・ホーネス | Evje og Hornnes | 587.07     | 3,904       | ニュートラル | 0937                        |
| 4220         | Bygland kommune         | ビュグラン           | Bygland         | 1,311.74   | 1,136       | ニーノシュク | 0938                        |
| 4221         | Valle kommune           | ヴァッレ             | Valle           | 1,265.26   | 1,180       | ニーノシュク | 0940                        |
| 4222         | Bykle kommune           | ビュクレ             | Bykle           | 1,467.10   | 955         | ニーノシュク | 0941                        |
| 4223         | Vennesla kommune        | ヴェネスラ           | Vennesla        | 384.47     | 15,294      | ニュートラル | 1014                        |
| 4224         | Åseral kommune          | Åseral               | Åseral          | 887.51     | 911         | ニーノシュク | 1026                        |
| 4225         | Lyngdal kommune         | リンダル             | Lyngdal         | 642.79     | 10,751      | ニュートラル | 1027 1032                   |
| 4226         | Hægebostad kommune      | Hægebostad           | Hægebostad      | 461.32     | 1,750       | ニーノシュク | 1034                        |
| 4227         | Kvinesdal kommune       | Kvinesdal            | Kvinesdal       | 963.21     | 6,024       | ニュートラル | 1037                        |
| 4228         | Sirdal kommune          | Sirdal               | Sirdal          | 1,554.28   | 1,837       | ニュートラル | 1046                        |

### 合併時に廃止された自治体
- （新）クリスチャンサン
  - 1001 （旧）クリスチャンサン（Kristiansand）
  - 1017 Songdalen
  - 1018 ソグネ（ノルウェー語版）（Søgne）

- （新）リンデスネス
  - 1002 マンダール（Mandal）
  - 1021 マルナルダール（ノルウェー語版）（Marnardal）
  - 1029 （旧）リンデスネス（Lindesnes）

- （新）リンダル
  - 1027 Audnedal
  - 1032 （旧）リンダル（Lyngdal）